# Жобе, Жорж
Жорж Жобе́ (6 января 1961 — 19 декабря 2012) — известный бельгийский мотогонщик, пятикратный чемпион мира по мотокроссу (1980, 1983, 1987, 1991, 1992), трёхкратный вице-чемпион мира (1981, 1982, 1984). Выступал за команды «Судзуки», «Кавасаки», «Хонда». Дважды признавался спортсменом года в Бельгии (1987, 1992).

## Биография
Родился в бельгийской провинции Льеж.
Гоночная карьера Жобе продолжалась 13 лет с 1979 года по 1992 год. В 1980 в возрасте 19 лет первый раз стал чемпионом мира по мотокроссу, выступая в классе 250cc. Это достижение позволило ему стать на тот момент самым молодым чемпионом мира по мотокроссу. В 1983 году он повторил свой успех и вновь выиграл чемпионат мира. Перейдя в класс 500сс, Жобе ещё трижды становился лучшим. Всего он одержал 31 победу в Гран-при в рамках чемпионата мира.
Кроме того, он является победителем Мотокросса Наций в составе команды Бельгии.
После завершения карьеры Жобе тренировал молодых спортсменов. В 2007 году во время одной из тренировок в Дубае он получил травму, которая привела к параличу. За 4 года он сумел восстановиться, но всё-таки травма сказалась на его здоровье. В 2011 году у его обнаружили лейкемию.
Скончался от лейкемии 19 декабря 2012 года.

## Достижения

### Личные
Чемпионат мира по мотокроссу
- Чемпион мира (5): 1980, 1983 (оба — 250 сс) 1987, 1991, 1992 (все в классе 500 сс)
- Вице-чемпион мира (3): 1981, 1982 (250 сс), 1984 (500 сс).

Чемпионат Бельгии по мотокроссу
- Чемпион (7): 1978, 1980—83 (250 сс), 1984, 1989 (500 сс)

Чемпионат Италии по мотокроссу
- Чемпион: 1986 (500 сс)

### Командные
Трофей наций
- Победитель: 1980 (в составе команды Бельгии)